# Елизабет Тејлор
Дама Елизабет Тејлор (енгл. Elizabeth Taylor; Хемпстед, Лондон, 27. фебруар 1932 — Лос Анђелес, 23. март 2011) је била енглеско-америчка глумица. Први пут се појавила на филму када је имала десет година, а пажњу публике привукла је улогом у комедији Невестин отац, поред Спенсера Трејсија. Током шездесетогодишње каријере остварила је запажене улоге у филмовима Место под сунцем, Мачка на усијаном лименом крову, Одсјаји у златном оку и Изненада, прошлог лета, док се њеним најпознатијим филмом сматра историјски спектакл Клеопатра. За улоге у драмама Батерфилд 8 и Ко се боји Вирџиније Вулф? освојила је Оскар за најбољу главну глумицу. Амерички филмски институт је уврстио међу највеће глумице 20. века, и доделио јој Награду за животно дело.
Елизабет Тејлор је деценијама била једна од најпопуларнијих филмских звезда и сваки догађај из њеног живота би био медијски пропраћен. Живела је гламурозно и имала буран љубавни живот. Удавала се осам пута, од тога два пута за Ричарда Бертона. Била је борац за људска права, оснивач фонда за борбу против сиде, модна и геј икона. Све до своје смрти је навођена као једина жива звезда старог Холивуда. Њен заштитни знак су биле њене очи љубичасте боје. Највећа страст Тејлорове био је дефинитивно накит, а њени мужеви су то знали. Бертон јој је стога поклонио највећи и најскупљи дијамант који се могао наћи у продаји. Када је срела Елизабет, енглеска принцеза Маргарета није могла да издржи, а да не прокоментарише његову величину: „Дакле, то је тај чувени дијамант! Али тако је велик и вулгаран!“ „Да. Није ли божанствен?“, узвикнула је глумица. Када је принцеза замолила да га проба, Елизабет је упитала: „Више Вам не изгледа тако вулгарно, је л' да?“

## Детињство
Елизабет Тејлор је рођена у Лондону као друго дете Френсиса Тејлора и Саре Вармброт. Њен старији брат Хауард рођен је 1929. године. Њени родитељи пореклом су били из Канзаса, САД. Отац јој је био трговац уметничким делима а мајка бивша глумица.
Са три године Елизабет је почела да похађа часове балета. Убрзо након почетка Другог светског рата родитељи су одлучили да се врате у Сједињене Америчке Државе, у Лос Анђелес, где су живели родитељи Елизабетине мајке. Први филм је снимила 1942. године за студио „Универзал“. Након тога је потписала уговор са студијем „Ем-џи-ем“, и снимила филм „Леси се враћа кући“ (1943) који је привукао огромну пажњу.

## Филмска каријера

### 1951—1962: „Мачка на усијаном лименом крову“
Крајем 1949. Тејлорова је почела снимање филма Џорџа Стивенса Место под сунцем. Након премијере 1951. хвалили су је за одиграну улогу Анђеле Викерс, размажене богаташице која се умешала у везу између Џорџа Истмена (Монтгомери Клифт) и његове сиромашне, трудне девојке запослене у фабрици Алис Трип (Шели Винтерс). Филм је заснован на роману Теодора Драјзера Америчка трагедија и добио је одличне критике баш као и млада Елизабет.
Тејлорова је у то време била веома незадовољна улогама које су јој нудили. Желела је да игра главну улогу у филму „Босонога грофица“, али је МГМ наставио да јој додељује улоге у бесмисленим и данас скоро заборављеним филмовима као што су Ајванхо (1952), Девојка која је имала све (1953) и Рапсодија (1954) са Виторијом Гасманом као партнером. Следећи „Последњи пут када сам видео Париз“ (1954) је прошао нешто боље на биоскопским благајнама од њених претходних филмова, а Ван Џонсон је поново постао њен филмски партнер. Током снимања овог филма, свог четвртог у току годину дана, Тејлорова је била у другом стању са својим другим дететом.
После захтевније улоге поред Рока Хадсона и Џејмса Дина у епу Џорџа Стивенса Див (1956), Тејлорова је четири године узастопно била номинована за награду Америчке филмске академије за најбољу главну глумицу и то за филмове Дрво живота (1957), Мачка на усијаном лименом крову (1958), Изненада, прошлог лета (1959) коначно је освајајући за Батерфилд 8 (1960). Партнери у овим филмовима су јој били Монтгомери Клифт, Пол Њумен, Кетрин Хепберн и њен супруг Еди Фишер. 1960. Тејлорова је окончала свој 18-годишњи уговор са филмским студијом МГМ, али се нашла на листи 10 најуспешнијих глумаца чији филмови зарађују велике количине новца на биоскопским благајнама.

### Клеопатра
Године 1960. Тејлорова је постала најплаћенија глумица тог времена када је потписала уговор вредан милион долара да игра насловну улогу у раскошној продукцији филма Клеопатра који је снимао студио „Твентиет-сенчери-фокс“, а који је премијерно приказан 1963. Током снимања тог филма започела је романсу са својим будућим супругом Ричардом Бартоном, који је тумачио улогу Марка Антонија. Њихова романса је привукла велику пажњу новинара жуте штампе, јер су обоје били у браку у то време. Тејлорова је на крају добила 7 милиона долара за своју улогу.

### 1963—1979:Ко се боји Вирџиније Вулф?
Другу награду Америчке филмске академије, такође за најбољу главну глумицу, је освојила за улогу Марте у филму Ко се боји Вирџиније Вулф (1966) играјући поред свог тадашњег супруга Ричарда Бартона. Овај филм је представљао прекретницу како за Тејлорову тако и за Бартона. Елизабет је добила прилику да стварно глуми и да опонаша своју омиљену драмску глумицу Вивијен Ли, која је играла улоге „трагичних јунакиња“.
Тејлорова и Бартон су се заједно појавили у још 6 филмова током те деценије као што су Веома значајне особе (1963), Доктор Фауст (1967), Комедијаши (1967), Бум (1968), а снимили си и неколико филмова за телевизију. Лиз је затим играла у филму Џона Хјустона Одсјаји у златном оку (1967) поред Марлона Бранда (који је заменио Клифта, јер је он погинуо пре почетка снимања), Тајној церемонији (1968) поред Мије Фароу и филму Једина игра у граду (1970) са Вореном Битијем.
Током 70-их година глуми у филмовима „Зи и компанија“ (1972) са Мајклом Кејном, „Сива среда“ (1973), „Плава птица“ (1976) са Џејн Фондом и Авом Гарднер и „Мала ноћна музика“ (1977). За улогу у филму „Хамерсмит“ је 1972. освојила Сребрног медведа за најбољу глумицу на 22. Међународном филмском фестивалу у Берлину.

### 1980—2011: последње улоге
Тејлорова је играла главну улогу у филму снимљеном по роману Агате Кристи „Разбијено огледало“ (1980). Године 1985. је тумачила улогу филмске трач новинарке Луеле Парсонс у ТВ филму „Пакосница у земљи чуда“, поред Џејн Александер која је играла Хеду Хопер. Тејлорова се појавила као гост у мини-серији „Север и југ“. Свој последњи биоскопски филм „Породица Кременко“ је снимила 1994.
Фебруара 1996. се појавила у ТВ серији „Дадиља“ тумачећи себе, а звезда серије Френ је идентификује са пријатељем користећи презимена свих њених мужева, наводећи да ће се састати са Елизабет Тејлор-Хилтон-Вајлдинг-Тод-Фишер-Бартон-Бартон-Ворнер-Фортенски. Године 2001. играла је агента у ТВ филму „Ове старе даме“. Појавила се у бројним ТВ серијама, укључујући сапунице „Општа болница“ и „Сва моја деца“ као и у цртаној серији „Симпсонови“ - једном тумачећи себе, а други пут као глас Меги Симпсон изговоривши једну реч „Тата“.
Тејлорова је такође глумила у позоришту, играјући први пут на Бродвеју и на Вест Енду 1982. у обновљеној верзији представе Лилијан Хелман „Мале лисице“. Затим је учествовала у продукцији Ноела Кауарда „Приватни животи“ (1983) у којој је играла главну улогу поред свог бившег супруга Ричарда Бартона.
Почетком 80-их година Тејлорова се преселила на Бел Ер, у Лос Анђелесу где је живела до смрти. Такође је поседовала куће у Палм Спрингсу, Лондону и на Хавајима.
Марта 2003. Тејлорова је одбила да присуствује 75-ој церемонији доделе награда Америчке филмске академије због свог противљења рату у Ираку.
Издање часописа „Интервју“ из фебруара 2007. је у потпуности било посвећено Тејлоровој славећи њен живот, каријеру и предстојећи 75. рођендан.
Дана 1. децембра 2007. Тејлорова је поново глумила у позоришту појавивши се поред Џејмса Ерл Џонса у добротворном извођењу комада А. Р. Гарнија „Љубавна писма“. Циљ овог догађаја је било скупљање милион долара за Фондацију Елизабет Тејлор у борби против сиде. Карте за представу су коштале 2 500 долара, а присуствовало је преко 500 људи.

## Приватни живот

### Деца
Са Мајклом Вилдингом има два сина (Мајкла Хауарда Вилдинга и Кристофера Едварда Вилдинга), са Тодом има кћерку Елизабет Френсис Тод. Године 1964, започела је процес усвајања девојчице са Фишером, коју је касније усвојио Ричард Бартон (Марија Бартон). Године 1971, по први је пут постала бака.

## Занимљивости
У јуну 2013. године Политика је припремила изложбу „Елизабет Тејлор пером ’Политике’“.

## Филмографија
| Улоге Елизабет Тејлор |                                  |               |                                  |          |
| Година                | Српски назив                     | Изворни назив | Улога                            | Напомена |
| 1942.                 | Сваког минута се роди по један   |               | Глорија Твајн                    |          |
| 1943.                 | Леси се враћа кући               |               | Присила                          |          |
| 1943.                 | Џејн Ејр                         |               | Хелен Бернс                      |          |
| 1944.                 | Беле литице Довера               |               | Бетси                            |          |
| 1944.                 | Национална Велвет                |               | Велвит Браун                     |          |
| 1946.                 | Лесијева храброст                |               | Елинор Мерик                     |          |
| 1947.                 | Живот са оцем                    |               | Мери Скинер                      |          |
| 1947.                 | Синтија                          |               | Синтија Бишоп                    |          |
| 1948.                 | Састанак са Џуди                 |               | Керол Прингл                     |          |
| 1948.                 | Џулија се лоше понаша            |               | Сузна Пакет                      |          |
| 1949.                 | Мале жене                        |               | Ејми                             |          |
| 1949.                 |                                  |               | Мелинфа Грејтон                  |          |
| 1950.                 |                                  |               | Мери Белни                       |          |
| 1950.                 | Младин отац                      |               | Кеј Бенкс                        |          |
| 1951.                 |                                  |               | Кеј Данстан                      |          |
| 1951.                 | Место под сунцем                 |               | Анџела Викерс                    |          |
| 1951.                 | Кво вадис                        |               | хришћанка затворена у арени      |          |
| 1952.                 | Љубав је боља него икад          |               |                                  |          |
| 1952.                 | Ајванхо                          |               | Ребека                           |          |
| 1953.                 | Девојка која је имала све        |               | Џин Латимер                      |          |
| 1954.                 | Рапсодија                        |               | Луиз Дурант                      |          |
| 1954.                 | Стаза слонова                    |               | Рут Вили                         |          |
| 1954.                 | Бо Брамел                        | l             | леди Патриша Белам               |          |
| 1954.                 | Кад сам последњи пут видео Париз |               | Хелен Елсверт/Вилис              |          |
| 1956.                 | Див                              |               | Линтон Бенедикт                  |          |
| 1957.                 | Дрво живота                      |               | Сузана Дрејк                     |          |
| 1958.                 | Мачка на усијаном лименом крову  |               | Меги „Мачка“                     |          |
| 1959.                 | Изненада, прошлог лета           |               | Катрин Холи                      |          |
| 1960.                 |                                  |               |                                  |          |
| 1960.                 | Батерфилд 8                      |               |                                  |          |
| 1963.                 | Клеопатра                        |               | Клеопатра                        |          |
| 1963.                 | Веома значајне особе             |               |                                  |          |
| 1965.                 | Љубав на песку                   |               | Лора Рејнолдс                    |          |
| 1966.                 | Ко се боји Вирџиније Вулф?       |               | Марта                            |          |
| 1967.                 | Укроћена горопад                 |               | Катарина                         |          |
| 1967.                 | Доктор Фауст                     |               | Јелена Тројанска                 |          |
| 1967.                 | Одсјаји у златном оку            |               | Ленора Пендертон                 |          |
| 1967.                 | Комедијаши                       |               | Марта Пинеда                     |          |
| 1968.                 | Бум                              |               | Флора „Сиси“ Гофорт              |          |
| 1968.                 | Тајна церемонија                 |               | Ленора                           |          |
| 1969.                 | Ана од хиљаду дана               |               | куртизана (непотписана)          |          |
| 1970.                 | Једина игра у граду              |               | Френ Вокер                       |          |
| 1972.                 |                                  |               | Зи Блејкли                       |          |
| 1972.                 |                                  |               | Роузи Проберт                    |          |
| 1972.                 |                                  |               | Џими Џин Џексон                  |          |
| 1973.                 |                                  |               | Џејн Рејнолдс                    |          |
| 1973.                 | Ноћна стража                     |               | Елен Вилер                       |          |
| 1973.                 | Сива среда                       |               | Барбара Сојер                    |          |
| 1974.                 | Возачево седиште                 |               | Лиса                             |          |
| 1976.                 | Плава птица                      |               | краљица светлости/мајка/вештица/ |          |
| 1976.                 |                                  |               |                                  |          |
| 1977.                 | Мала ноћна музика                |               |                                  |          |
| 1978.                 |                                  |               | др Емили Лумис                   |          |
| 1979.                 |                                  |               | (непотписана)                    |          |
| 1980.                 | Разбијено огледало               |               | Марина Рад                       |          |
| 1983.                 |                                  |               | Дебора Шапиро                    |          |
| 1985.                 | Пакосница у земљи чуда           |               | Луела Парсонс                    |          |
| 1986.                 | У потрази за понијем             |               | Маргарит Сидни                   |          |
| 1987.                 | Покер Алис                       |               | Alice Moffit Алис Мофит          |          |
| 1988.                 | Млади Тосканини                  |               |                                  |          |
| 1989.                 | Слатка птица младости            |               | Александра дел Лаго              |          |
| 1994.                 | Породица Кременко                |               | Перл Слагхупл                    |          |
| 2001.                 | Ове старе даме                   |               | Берил Мејсон                     |          |